# Grand Prix Portugalii 2020
Grand Prix Portugalii 2020, oficjalnie Formula 1 Heineken Grande Prêmio de Portugal 2020 – dwunasta runda Mistrzostw Świata Formuły 1 w sezonie 2020. Grand Prix odbyło się w dniach 23–25 października 2020 na torze Autódromo Internacional do Algarve w Portimão. Wyścig po starcie z pole position wygrał Lewis Hamilton (Mercedes), a na podium stanęli kolejno Valtteri Bottas (Mercedes) i Max Verstappen (Red Bull).

## Tło
Było to pierwsze Grand Prix Portugalii od 1996 roku, kiedy to wyścig na torze Estoril wygrał Jacques Villeneuve (Williams-Renault), a także pierwsze na torze Algarve. W pierwotnym kalendarzu Formuły 1 na sezon 2020 nie znajdowało się Grand Prix Portugalii. Eliminacja została jednak dodana w związku z pandemią COVID-19, a wyścig został zaplanowany na 25 października.

## Lista startowa
| Nr          | Kierowca           | Zespół                        | Samochód                           | Silnik                      | Opony |
| ----------- | ------------------ | ----------------------------- | ---------------------------------- | --------------------------- | ----- |
| 3           | Daniel Ricciardo   | Renault DP World F1 Team      | Renault R.S.20                     | Renault E-Tech 20 1,6 V6T   | P     |
| 4           | Lando Norris       | McLaren F1 Team               | McLaren MCL35                      | Renault E-Tech 20 1,6 V6T   | P     |
| 5           | Sebastian Vettel   | Scuderia Ferrari              | Ferrari SF1000                     | Ferrari 065 1,6 V6T         | P     |
| 6           | Nicholas Latifi    | Williams Racing               | Williams FW43                      | Mercedes-AMG F1 M11 1,6 V6T | P     |
| 7           | Kimi Räikkönen     | Alfa Romeo Racing ORLEN       | Alfa Romeo C39                     | Ferrari 065 1,6 V6T         | P     |
| 8           | Romain Grosjean    | Haas F1 Team                  | Haas VF-20                         | Ferrari 065 1,6 V6T         | P     |
| 10          | Pierre Gasly       | Scuderia AlphaTauri Honda     | AlphaTauri AT01                    | Honda RA620H 1,6 V6T        | P     |
| 11          | Sergio Pérez       | BWT Racing Point F1 Team      | Racing Point RP20                  | BWT Mercedes 1,6 V6T        | P     |
| 16          | Charles Leclerc    | Scuderia Ferrari              | Ferrari SF1000                     | Ferrari 065 1,6 V6T         | P     |
| 18          | Lance Stroll       | BWT Racing Point F1 Team      | Racing Point RP20                  | BWT Mercedes 1,6 V6T        | P     |
| 20          | Kevin Magnussen    | Haas F1 Team                  | Haas VF-20                         | Ferrari 065 1,6 V6T         | P     |
| 23          | Alexander Albon    | Aston Martin Red Bull Racing  | Red Bull RB16                      | Honda RA620H 1,6 V6T        | P     |
| 26          | Daniił Kwiat       | Scuderia AlphaTauri Honda     | AlphaTauri AT01                    | Honda RA620H 1,6 V6T        | P     |
| 31          | Esteban Ocon       | Renault DP World F1 Team      | Renault R.S.20                     | Renault E-Tech 20 1,6 V6T   | P     |
| 33          | Max Verstappen     | Aston Martin Red Bull Racing  | Red Bull RB16                      | Honda RA620H 1,6 V6T        | P     |
| 44          | Lewis Hamilton     | Mercedes-AMG Petronas F1 Team | Mercedes-AMG F1 W11 EQ Performance | Mercedes-AMG F1 M11 1,6 V6T | P     |
| 55          | Carlos Sainz Jr.   | McLaren F1 Team               | McLaren MCL35                      | Renault E-Tech 20 1,6 V6T   | P     |
| 63          | George Russell     | Williams Racing               | Williams FW43                      | Mercedes-AMG F1 M11 1,6 V6T | P     |
| 77          | Valtteri Bottas    | Mercedes-AMG Petronas F1 Team | Mercedes-AMG F1 W11 EQ Performance | Mercedes-AMG F1 M11 1,6 V6T | P     |
| 99          | Antonio Giovinazzi | Alfa Romeo Racing ORLEN       | Alfa Romeo C39                     | Ferrari 065 1,6 V6T         | P     |
| Źródło: FIA |                    |                               |                                    |                             |       |

## Wyniki

### Zwycięzcy sesji treningowych
| Sesja       | Nr | Kierowca        | Konstruktor | Czas     | Okr. |
| ----------- | -- | --------------- | ----------- | -------- | ---- |
| 1           | 77 | Valtteri Bottas | Mercedes    | 1:18,410 | 35   |
| 2           | 77 | Valtteri Bottas | Mercedes    | 1:17,940 | 32   |
| 3           | 77 | Valtteri Bottas | Mercedes    | 1:16,654 | 27   |
| Źródło: FIA |    |                 |             |          |      |

### Kwalifikacje
| P                    | Nr | Kierowca           | Konstruktor               | Czasy w kwalifikacjach | Czasy w kwalifikacjach | Czasy w kwalifikacjach | Poz. s. |
| P                    | Nr | Kierowca           | Konstruktor               | Q1                     | Q2                     | Q3                     | Poz. s. |
| -------------------- | -- | ------------------ | ------------------------- | ---------------------- | ---------------------- | ---------------------- | ------- |
| 1                    | 44 | Lewis Hamilton     | Mercedes                  | 1:16,828               | 1:16,824               | 1:16,652               | 1       |
| 2                    | 77 | Valtteri Bottas    | Mercedes                  | 1:16,945               | 1:16,466               | 1:16,754               | 2       |
| 3                    | 33 | Max Verstappen     | Red Bull Racing-Honda     | 1:16,879               | 1:17,038               | 1:16,904               | 3       |
| 4                    | 16 | Charles Leclerc    | Ferrari                   | 1:17,421               | 1:17,367               | 1:17,090               | 4       |
| 5                    | 11 | Sergio Pérez       | Racing Point-BWT Mercedes | 1:17,370               | 1:17,129               | 1:17,223               | 5       |
| 6                    | 23 | Alexander Albon    | Red Bull Racing-Honda     | 1:17,435               | 1:17,411               | 1:17,437               | 6       |
| 7                    | 55 | Carlos Sainz Jr.   | McLaren-Renault           | 1:17,627               | 1:17,183               | 1:17,520               | 7       |
| 8                    | 4  | Lando Norris       | McLaren-Renault           | 1:17,547               | 1:17,321               | 1:17,525               | 8       |
| 9                    | 10 | Pierre Gasly       | AlphaTauri-Honda          | 1:17,209               | 1:17,367               | 1:17,803               | 9       |
| 10                   | 3  | Daniel Ricciardo   | Renault                   | 1:17,621               | 1:17,481               | —                      | 10      |
| 11                   | 31 | Esteban Ocon       | Renault                   | 1:17,775               | 1:17,614               |                        | 11      |
| 12                   | 18 | Lance Stroll       | Racing Point-BWT Mercedes | 1:17,667               | 1:17,626               |                        | 12      |
| 13                   | 26 | Daniił Kwiat       | AlphaTauri-Honda          | 1:17,841               | 1:17,728               |                        | 13      |
| 14                   | 63 | George Russell     | Williams-Mercedes         | 1:17,931               | 1:17,788               |                        | 14      |
| 15                   | 5  | Sebastian Vettel   | Ferrari                   | 1:17,446               | 1:17,919               |                        | 15      |
| 16                   | 7  | Kimi Räikkönen     | Alfa Romeo-Ferrari        | 1:18,201               |                        |                        | 16      |
| 17                   | 99 | Antonio Giovinazzi | Alfa Romeo-Ferrari        | 1:18,323               |                        |                        | 17      |
| 18                   | 8  | Romain Grosjean    | Haas-Ferrari              | 1:18,364               |                        |                        | 18      |
| 19                   | 20 | Kevin Magnussen    | Haas-Ferrari              | 1:18,508               |                        |                        | 19      |
| 20                   | 6  | Nicholas Latifi    | Williams-Mercedes         | 1:18,777               |                        |                        | 20      |
| 107% czasu: 1:22,205 |    |                    |                           |                        |                        |                        |         |
| Źródło: FIA          |    |                    |                           |                        |                        |                        |         |

### Wyścig
| P           | Nr | Kierowca           | Konstruktor               | Okr. | Czas                       | Start | +/–       | Punkty |
| ----------- | -- | ------------------ | ------------------------- | ---- | -------------------------- | ----- | --------- | ------ |
| 1           | 44 | Lewis Hamilton     | Mercedes                  | 66   | 1:29:56,828                | 1     | Bez zmian | 25+1   |
| 2           | 77 | Valtteri Bottas    | Mercedes                  | 66   | +25,592                    | 2     | Bez zmian | 18     |
| 3           | 33 | Max Verstappen     | Red Bull Racing-Honda     | 66   | +34,508                    | 3     | Bez zmian | 15     |
| 4           | 16 | Charles Leclerc    | Ferrari                   | 66   | +1:05,312                  | 4     | Bez zmian | 12     |
| 5           | 10 | Pierre Gasly       | AlphaTauri-Honda          | 65   | +1 okrążenie               | 9     | 4         | 10     |
| 6           | 55 | Carlos Sainz Jr.   | McLaren-Renault           | 65   | +1 okrążenie               | 7     | 1         | 8      |
| 7           | 11 | Sergio Pérez       | Racing Point-BWT Mercedes | 65   | +1 okrążenie               | 5     | 2         | 6      |
| 8           | 31 | Esteban Ocon       | Renault                   | 65   | +1 okrążenie               | 11    | 3         | 4      |
| 9           | 3  | Daniel Ricciardo   | Renault                   | 65   | +1 okrążenie               | 10    | 1         | 2      |
| 10          | 5  | Sebastian Vettel   | Ferrari                   | 65   | +1 okrążenie               | 15    | 5         | 1      |
| 11          | 7  | Kimi Räikkönen     | Alfa Romeo-Ferrari        | 65   | +1 okrążenie               | 16    | 5         |        |
| 12          | 23 | Alexander Albon    | Red Bull Racing-Honda     | 65   | +1 okrążenie               | 6     | 6         |        |
| 13          | 4  | Lando Norris       | McLaren-Renault           | 65   | +1 okrążenie               | 8     | 5         |        |
| 14          | 63 | George Russell     | Williams-Mercedes         | 65   | +1 okrążenie               | 14    | Bez zmian |        |
| 15          | 99 | Antonio Giovinazzi | Alfa Romeo-Ferrari        | 65   | +1 okrążenie               | 17    | 2         |        |
| 16          | 20 | Kevin Magnussen    | Haas-Ferrari              | 65   | +1 okrążenie               | 19    | 3         |        |
| 17          | 8  | Romain Grosjean    | Haas-Ferrari              | 65   | +1 okrążenie               | 18    | 1         |        |
| 18          | 6  | Nicholas Latifi    | Williams-Mercedes         | 65   | +1 okrążenie               | 20    | 2         |        |
| 19          | 26 | Daniił Kwiat       | AlphaTauri-Honda          | 64   | +2 okrążenia               | 13    | 6         |        |
| NS          | 18 | Lance Stroll       | Racing Point-BWT Mercedes | 53   | NU (uszkodzenia kolizyjne) | 12    |           |        |
| Źródło: FIA |    |                    |                           |      |                            |       |           |        |

Uwagi
1. ↑  Dodatkowy 1 punkt jest przyznawany kierowcy, który ustanowił najszybsze okrążenie w wyścigu, pod warunkiem, że ukończył wyścig w pierwszej 10.
2. ↑  Romain Grosjean ukończył wyścig na szesnastym miejscu, ale otrzymał karę 5 sekund doliczonych do uzyskanego czasu za  przekroczenie limitów toru[10].

### Najszybsze okrążenie
| Nr          | Kierowca       | Konstruktor | Czas     | Okr. |
| ----------- | -------------- | ----------- | -------- | ---- |
| 44          | Lewis Hamilton | Mercedes    | 1:18,750 | 63   |
| Źródło: FIA |                |             |          |      |

### Prowadzenie w wyścigu
| Nr                              | Kierowca         | Konstruktor | Okrążenia    | Suma |
| ------------------------------- | ---------------- | ----------- | ------------ | ---- |
| 77                              | Valtteri Bottas  | Mercedes    | 1, 6–19, 41  | 16   |
| 21                              | Carlos Sainz Jr. | McLaren     | 2–5          | 4    |
| 44                              | Lewis Hamilton   | Mercedes    | 20–40, 42–66 | 46   |
| \| Wykres \| \| ------ \| \| \| |                  |             |              |      |
| Źródło: FIA                     |                  |             |              |      |
| Wykres                          |                  |             |              |      |
|                                 |                  |             |              |      |

## Klasyfikacja po wyścigu

### Kierowcy
Źródło: FIA
| P  | +/− | Kierowca           | Starty | Punkty | P1 | P2 | P3 | PP | NO | NS |
| -- | --- | ------------------ | ------ | ------ | -- | -- | -- | -- | -- | -- |
| 1  | 0   | Lewis Hamilton     | 12     | 256    | 8  | 1  | 1  | 9  | 5  | –  |
| 2  | 0   | Valtteri Bottas    | 12     | 179    | 2  | 4  | 3  | 3  | 2  | 1  |
| 3  | 0   | Max Verstappen     | 12     | 162    | 1  | 5  | 3  | –  | 2  | 3  |
| 4  | 0   | Daniel Ricciardo   | 12     | 80     | –  | –  | 1  | –  | 1  | 1  |
| 5  | +3  | Charles Leclerc    | 12     | 75     | –  | 1  | 1  | –  | –  | 3  |
| 6  | −1  | Sergio Pérez       | 10     | 74     | –  | –  | –  | –  | –  | –  |
| 7  | −1  | Lando Norris       | 12     | 65     | –  | –  | 1  | –  | 1  | 1  |
| 8  | −1  | Alexander Albon    | 12     | 64     | –  | –  | 1  | –  | –  | 1  |
| 9  | +1  | Pierre Gasly       | 12     | 63     | 1  | –  | –  | –  | –  | 2  |
| 10 | +1  | Carlos Sainz Jr.   | 12     | 59     | –  | 1  | –  | –  | 1  | 3  |
| 11 | −2  | Lance Stroll       | 11     | 57     | –  | –  | 1  | –  | –  | 4  |
| 12 | 0   | Esteban Ocon       | 12     | 40     | –  | –  | –  | –  | –  | 3  |
| 13 | 0   | Sebastian Vettel   | 12     | 18     | –  | –  | –  | –  | –  | 2  |
| 14 | 0   | Daniił Kwiat       | 12     | 14     | –  | –  | –  | –  | –  | 1  |
| 15 | 0   | Nico Hülkenberg    | 3      | 10     | –  | –  | –  | –  | –  | 1  |
| 16 | 0   | Antonio Giovinazzi | 12     | 3      | –  | –  | –  | –  | –  | 2  |
| 17 | 0   | Kimi Räikkönen     | 12     | 2      | –  | –  | –  | –  | –  | 1  |
| 18 | 0   | Romain Grosjean    | 12     | 2      | –  | –  | –  | –  | –  | 1  |
| 19 | 0   | Kevin Magnussen    | 12     | 1      | –  | –  | –  | –  | –  | 5  |
| 20 | 0   | Nicholas Latifi    | 12     | 0      | –  | –  | –  | –  | –  | 1  |
| 21 | 0   | George Russell     | 12     | 0      | –  | –  | –  | –  | –  | 3  |
| P  | +/− | Kierowca           | Starty | Punkty | P1 | P2 | P3 | PP | NO | NS |

### Konstruktorzy
Źródło: FIA
| P  | +/− | Konstruktor               | Starty | Punkty | P1 | P2 | P3 | PP | NO | NS |
| -- | --- | ------------------------- | ------ | ------ | -- | -- | -- | -- | -- | -- |
| 1  | 0   | Mercedes                  | 24     | 435    | 10 | 5  | 4  | 12 | 7  | 1  |
| 2  | 0   | Red Bull Racing-Honda     | 24     | 226    | 1  | 5  | 4  | –  | 2  | 4  |
| 3  | 0   | Racing Point-BWT Mercedes | 24     | 126    | –  | –  | 1  | –  | –  | 4  |
| 4  | 0   | McLaren-Renault           | 24     | 124    | –  | 1  | 1  | –  | 2  | 4  |
| 5  | 0   | Renault                   | 24     | 120    | –  | –  | 1  | –  | 1  | 4  |
| 6  | 0   | Ferrari                   | 24     | 93     | –  | 1  | 1  | –  | –  | 5  |
| 7  | 0   | Scuderia AlphaTauri-Honda | 24     | 77     | 1  | –  | –  | –  | –  | 3  |
| 8  | 0   | Alfa Romeo Racing-Ferrari | 24     | 5      | –  | –  | –  | –  | –  | 2  |
| 9  | 0   | Haas-Ferrari              | 24     | 3      | –  | –  | –  | –  | –  | 6  |
| 10 | 0   | Williams-Mercedes         | 24     | 0      | –  | –  | –  | –  | –  | 4  |
| P  | +/− | Konstruktor               | Starty | Punkty | P1 | P2 | P3 | PP | NO | NS |